# Povestea crizantemei târzii
Povestea crizantemei târzii este un film japonez din 1939, regizat de Kenji Mizoguchi.